# محمدحسین سپهوند
محمدحسین سپهوند (۱۳۳۶–۱۴۰۱) خوانندهٔ ایرانی بود.
او در خرم‌آباد متولد شد و از سال ۱۳۵۲ فعالیت‌های خود را در حوزهٔ موسیقی لری شروع کرد.

## آثار
- ای فلک
- دختر گلونه
- نازار- نازارکم
- گل بهار
- سیت بیارم
- گل زرد
- دختر چشم سیاه
- فصل گل
- سیمره
- مخمل کوه